# Váczy Kálmán
Váczy Kálmán (Abrudkerpenyes, 1913. március 20. – Kolozsvár, 1992. május 12.) jogász, botanikus, latinista, a romániai magyar botanika kiemelkedő egyénisége, Váczy Leona férje, Bartókné Váczy Katalin apja.

## Élete
Édesapja, id. Váczy Kálmán (Kecskemét, 1880 – Kolozsvár, 1976) a zalatnai villamos művek főmérnökeként kerül Erdélybe, ahová nemsokára családját is magával viszi; édesanyja, Molnár Margit (Nagykőrös, 1885? – Abrudbánya, 1948).  Elemi iskoláit Abrudbányán, az alsó gimnáziumot Topánfalván, majd a gimnáziumot Gyulafehérváron végezte.
1930-ban a kolozsvári egyetem orvosi karán kezdte egyetemi tanulmányait, de anyagi okok miatt már a következő tanévben átiratkozott a jogi karra és kénytelen volt munkát vállalni a tanulás mellett. 1936-ban szerzett jogi doktorátust. 1940-ben nősül, felesége Váczy Leona (Zachariás Lenke) (Debrecen, 1913. december 5. - Kolozsvár, 1995. május 12.).
Magyar anyanyelve mellett román-, latin-, francia-, német- és angoltudással lett előbb ügyvéd, aztán államügyész, járásbíró, majd ismét ügyvéd. A második világháború után a szilágyippi és ördögkúti koncepciós per vádlottainak védője. 1946. március 8-án Kolozsváron megkezdődött az első népbírósági tárgyalás az ippi, ördögkuti, vasasszentgothárdi, bánffyhunyadi, szilágynagyfalusi, oroszfalvi gyilkosságok ügyében. A főközvádló Avram Bunaciu, közvádlók: Grigore Râpeanu, Victor Grozdea, és Bányai László, a védők Váczy Kálmán mellett Pásztai Géza, Sinka István, Botár Zoltán, Nagy Gergely és Gyenge László. A 63 vádlott csaknem mind vagyontalan földművesek, többen 70 év körüli öregek voltak. Március 14-én hirdetnek ítéletet: 22 főt halálra, 7 főt életfogytiglanra ítélnek. Koncepciós perről van szó, mert a valódi bűnösök helyett ártatlan falusiakat ítéltek el. Védőügyvédi tevékenysége miatt az akkor már a Román Kommunista Párt irányítása alatt álló román és magyar lapok összehangolt támadást intéztek ellene, minden lehető módon gyalázták, és követelték, hogy állítsák őt is bíróság elé. Ezek után törölték az ügyvédi kamara tagjai névsorából. „Eredj el követ törni”, biztatta egykori évfolyamtársa, aki akkor Kolozsvár alpolgármestere volt, és akit éppoly igazságtalanul börtönbe zártak néhány évvel később. Két évig gyári munkásként kereste három gyereke számára a kenyeret.
Nyárády Erazmus Gyula akadémikus, a Románia Flórája főszerkesztője kiemelkedő latin- és további nyelvi tudása okán hívta meg munkatársnak 1949-ben a készülő monumentális mű latin értelmezőjének, a gyakorlatban társszerzőjének, a művön dolgozó 17 tudós munkái ellenőrzőjének. A Román Akadémia kolozsvári munkatársa, majd főmunkatársa. Nyárádynak húsz évig volt közvetlen munkatársa, aki iránta érzett megbecsülését azzal is kifejezte, hogy a begyűjtött szederfélék közül két a tudomány számára felfedezett  új változatot róla nevezett el: Rubus rhombifolius var. Váczy Nyár 1956 és Rubus cuspifider var Váczy Nyár 1956. Nélküle talán befejezetlen maradt volna a munka, hiszen Nyárády halála után a tizenharmadik, utolsó kötetét Váczy Kálmán már egyedül fejezte be.
Csupán ezzel a könyvvel beírta volna nevét a tudománytörténetbe, de 1980-ban megjelent hétnyelvű növénytani szótára világhírnevet is szerzett számára. Egyedülálló alkotása a szakirodalomban a többnyelvű botanikai lexikon (Lexicon Botanicum Polyglottum), amely több mint 25000 botanikai fogalmat és szakkifejezést tartalmaz latin, román, angol, német, francia, magyar és orosz nyelven. Húsz évig dolgozott rajta, latin és magyar műszavakat alkotott és vezetett be elsőként.
Mintegy 80 tudományos dolgozatot közölt a botanika köréből, több mint felét külföldi folyóiratokban (köztük a legjelentősebb Taxon-ban) személyes hozzájárulásával gazdagítva a botanikai tudomány fejlődését. Tagjai közé választja a Nemzetközi Növénynevezéktani Társaság (Utrecht). 1964-ben Edinburghban a nemzetközi nevezéktani kongresszuson negyven javaslatot tett a Botanikai Nevezéktan Nemzetközi Kódexe (ICBN) módosítására, melyek közül tizenegyet a kongresszus el is fogadott és azok bekerültek a jelenleg is érvényes kódexbe. Mint közismert botanika-rendszertani szakembert a Kalkuttai Egyetem (India) rektorátusa  is felkérte biológiai doktori értekezések külföldi meghívott ellenőrzőjének. A kolozsvári egyetemről szintén felkérték véleményezésekre, arra azonban nem méltatták, hogy bírálóbizottsági taggá nevezzék ki.
1976-ban bekövetkező nyugdíjazásakor a hosszú évek során összeállított herbáriumát el kellett szállítania a kolozsvári akadémiai intézetből. Az 5000 növényt tartalmazó gyűjteményt  Flóra-kötetekkel és más botanikai könyvekkel együtt a sepsiszentgyörgyi Székely Nemzeti Múzeumnak ajándékozta. Tudományos tevékenységét nyugdíjba vonulása után is folytatta: levelezett, szaklapoknak fordított főleg latin és görög nyelvből. Szakvéleményét kérték az országból és a világ különböző részeiről egyaránt latin nyelvű diagnózisok összeállításához, egy-egy nehezebb szövegű, idegen nyelven megjelent szakcikk fordításához. Számos tudománytörténeti és egyéb munkája ekkor született.

## Művei és fordításai
- Flora Republici (Populare)  Socialiste Romănia I-XIII kötet - közreműködő, társszerző és szerkesztő
- Plinius Secundus, Caius: A természet históriája  Válogatott részek az I-VI. könyvekből, csillagászati és földrajzi ismeretek az ókorban. Kriterion, Bukarest, 1973. - Válogatta, fordította, bevezetéssel és jegyzetekkel ellátta 1973
- Cod internațional de nomenclatura botanică  și cod internațional pentru nomenclatura plantelor cultivate - a nemzetközi növénynevezéktani szabályzat román fordítása, bevezető tanulmány 1974
- Tratat de algologie I. - közreműködő 1976
- Dicționar botanic poliglot - Botanikai szótár latin, román, angol, német, francia, magyar és orosz nyelven  1980
- Hortus indicus malaboricus and its importance for the botanical nomenclature, Kalkutta, India - közreműködés 1980
- Nyárády Erazmus Gyula, a természettudós -életrajz (szerzőtárs Bartha Sándor) 1988
- Carl Linné (1707-1778) - A természet rendszerezője- életrajz 1997
- Latin mondások és közmondások - kézirat

## Cikkei
- Propositions et suggestions pour le code international de la nomenclaturebotanique"" Taxon 1963 12(9):347-354.
- Ember és Növényvilág Nyelv- és Irodalomtudományi Közlemények 1986 2.
- Nunquam retro...! Néhány megjegyzés a budapesti NATURA kiadásában 1987-ben megjelent: C. Plinius Sec. A természet históriája, A növényekről című munkájához. Abstracta botanica, 1988. 12:207-220.  Archiválva 2011. augusztus 25-i dátummal a Wayback Machine-ben

## Kapcsolódó szócikk
- romániai magyar biológiai szakirodalom

## Külső hivatkozások
- Magyar Elektronikus Könyvtár[halott link]
- Orvosi Hetilap – Huncut latin igék, főnevek, melléknevek Archiválva 2008. október 22-i dátummal a Wayback Machine-ben